# 阿博特 (緬因州)
阿博特（英語：Abbot）是一個位於美國緬因州皮斯卡特奎斯縣的鎮。

## 人口
根據2020年美國人口普查的數據，阿博特的面積為92.46平方千米，當中陸地面積為89.43平方千米，而水域面積為3.03平方千米。當地共有人口650人，而人口密度為每平方千米7人。